# Бабаян Араксі Товмасівна
Араксі Товмасівна Бабаян (вірм. Բաբայան Արաքսի Թովմասի, 5 травня 1906, Єреван — 13 лютого 1993, Єреван
) — радянська і вірменська вчена, хімік-органік. Заслужена діячка науки і техніки Вірменської РСР (1961), академік Академії наук Вірменської РСР (1968, член-кореспондент з 1956).

## Життєпис
Араксі Товмасівна Бабаян народилася 5 травня 1906 року в Єревані.
1928 року закінчила сільськогосподарський факультет Єреванського державного університету, а 1937 року закінчила хімічний факультет Єреванського політехнічного інституту.
Протягом 1928—1958 років працювала в Єреванському ветеринарному інституті (пізніше — Єреванський зооветеринарний інститут). 1939 року запропонувала спосіб синтезу ацетиленових у-гліколів (реакція Фаворського-Бабаян). Вивчила лужне і термічне розщеплення амонієвих солей. Від 1945 року — професорка.
1953 року відкрила каталітичну дію солей амонію під час алкілювання {\displaystyle {\ce {C^-}}}, {\displaystyle {\ce {N^-}}}, {\displaystyle {\ce {O^-}}} і {\displaystyle {\ce {SH^-}}} кислот галогеналкілами у водно-лужному середовищі. Відкрила три нові реакції:
- дегідрохлорування — розщеплення четвертинних солей амонію,
- перегрупування — розщеплення (внутрішньомолекулярне С-алкілювання за нуклеофільного заміщення),
- циклізації — розщеплення (внутрішньомолекулярний дієновий синтез).

Від 1935 року — співробітниця Хімічного інституту Вірменської філії АН СРСР (від 1957 року Інститут органічної хімії Академії наук Вірменської РСР).
Протягом 1942—1955 років — завідувачка кафедри хімії Єреванського медичного університету. Протягом 1949—1953 — заступниця директора з науки, в 1955—1957 роках — завідувачка сектору органічної хімії, від 1957 року — завідувачка лабораторії аміносполук. 1956 року обрана членом-кореспондентом Академії наук Вірменської РСР. 1961 року Араксі Бабаян присвоєно звання Заслуженого діяча науки і техніки Вірменської РСР. 1968 року обрана академікинею Академії наук Вірменської РСР.
Депутатка Верховної Ради Вірменської РСР II—IV скликань. У 1976—1983 роках — відповідальна редакторка «Вірменського хімічного журналу».
Араксі Товмасівна Бабаян померла 13 лютого 1993 року в Єревані.

## Нагороди
- Орден Трудового Червоного Прапора (7.03.1960) — в ознаменування 50-річчя Міжнародного жіночого дня і відзначаючи активну участь жінок Радянського Союзу в комуністичному будівництві і їх заслуги перед Радянською державою з виховання молодого покоління, за досягнення високих показників у праці і плідну громадську діяльність
- Орден Дружби народів (13.05.1976) — за заслуги у розвитку хімічної науки та у зв'язку з сімдесятиліттям з дня народження
- Орден «Знак Пошани» (27.04.1967) — за досягнуті успіхи в розвитку радянської науки і впровадженні наукових досягнень у народне господарство[3]
- Заслужений діяч науки і техніки Вірменської РСР (1961).